# Geschiedvorsing
Geschiedvorsing is het bestuderen van de geschiedenis door het raadplegen van geschiedenisbronnen. In het postmodernisme zijn geschiedvorsing en geschiedschrijving van elkaar losgekoppeld.
Het verschil met geschiedschrijving in deze stroming is dat geschiedvorsing het uitgangspunt heeft van het achterhalen van de exacte gebeurtenissen, met de oorzakelijke verklaring van het gebeurde uit wat daaraan voorafging. Geschiedschrijving voegt deze geschiedvorsing in een totaalbeeld om zodoende een helderder overzicht te kunnen geven van het onderzochte deel van de geschiedenis.